# 30080 Walterworman
30080 Walterworman este o planetă minoră (asteroid), cu un diametru de 2,925 km, din centura de asteroizi. A fost descoperită pe 11 martie 2000 la Stația Anderson Mesa de Lowell Observatory Near-Earth-Object Search. 
Obiectul prezintă o orbită caracterizată de o semiaxă mare de 2,6414624 UAi, o excentricitate de 0,15, o înclinație de 13,52998 ° în raport cu ecliptica.